# 우크라이나 흐리우냐
흐리우냐(우크라이나어: гривня)는 우크라이나의 통화이다. 1 흐리우냐는 100 코피이카(копійка)에 해당된다.

## 이름

### 어원
흐리우냐라는 이름은 11세기 크이우 대공국의 통화였던 그리브나(гривна)에서 유래된 이름이다.

### 복수형
흐리우냐의 주격 복수형은 흐리우니(гривні)이고, 속격 복수형은 흐리벤(гривень)이다. 우크라이나어에서, 주격 복수형은 드비 흐리우니(дві гривні, "2 흐리우니")처럼 2, 3, 또는 4로 끝나는 숫자에 사용되며, 속격 복수형은 5에서 9, 0으로 끝나는 숫자, 예를 들면 스토 흐리벤(сто гривень, "100 흐리벤’")처럼 사용된다. 1로 끝나는 수에는 주격 단수형이 사용되는데, 예를 들어 드바드차티 오드나 흐리우냐(двдцогнявридан, "21 흐리우냐")가 있다. 이 규칙의 예외는 11, 12, 13, 14로 끝나는 숫자이며, 이 숫자에는 속격 복수도 사용되는데, 예를 들어, 드바나드차티 흐리벤(дванадцять гривень, "12 흐리벤")이 있다. 보조단위의 단수는 копійка(코피카), 주격 복수형은 копійки(코피키) 그리고 속격은 копійок(코피요크)이다.

## 역사
1990년대 초반 우크라이나에서 있었던 초인플레이션을 극복하기 위한 차원에서 1996년 9월 2일을 기해 흐리우냐를 도입했다. 옛 통화였던 카르보바네츠와의 교환 비율은 100,000 카르보바네츠 = 1 흐리우냐이다. 1, 2, 5, 10, 25, 50 코피카, 1 흐리우냐, 2 흐리우니, 5, 10 흐리벤 동전과 1 흐리우냐, 2 흐리우니, 5, 10, 20, 50, 100, 200, 500 흐리벤 지폐가 통용된다. 2019년 10월 우크라이나 중앙은행은 1000 흐리벤 지폐를 도입했으며 10코피카 미만의 단위는 낮은 가치로 인해 거의 사용되지 않고 있다.

## 같이 보기
- 우크라이나의 경제
- 그리브나